# Maria Krok
Maria Krok, po mężu Mateńko (ur. 25 lipca 1947 w Zakopanem zm. 3 lipca 2023 w Busku-Zdroju) – polska narciarka, medalistka Zimowej Uniwersjady (1966, 1968, 1970), medalistka mistrzostw Polski.

## Kariera sportowa
Była zawodniczką AZS Zakopane (1963-1970). Jej największymi sukcesami w karierze były trzy medale Zimowej Uniwersjady w sztafecie 3 x 5 km. w 1968 zdobyła srebrny medal (z Krystyną Turowską i Teresą Mereną), w 1966 brązowy medal (z Weroniką Budny i Teresą Mereną), w 1970 również brązowy medal (z Krystyną Turowską i Teresą Mereną).
Na mistrzostwach Polski zdobyła w barwach AZS Zakopane wicemistrzostwo Polski w sztafecie 3 x 5 km w 1966 i 1968 oraz brązowe medale w tej samej konkurencji w 1963, 1965 i 1970.